# El Monturull
Der Monturull ist ein Berg im Gebiet von Les Valls de Valira im Fürstentum Andorra.
Mit einer Höhe von 2761 Metern liegt er direkt an der Landesgrenze von Andorra und Katalonien. Zusammen mit dem Tossal de la Truita (2752 Meter) bildet er im Süden von Andorra die Grenzlinie in der Gebirgskette der Pyrenäen zu Spanien. In katalanischen Aufzeichnungen wird er als Torre dels Soldats (Soldatenturm) bezeichnet, da er in früheren Zeiten als Beobachtungsposten diente. Der Berggipfel war Teil des katalanischen Netzwerkes Optische Telegrafie.  